# Callulops kopsteini
Callulops kopsteini är en groddjursart som först beskrevs av Mertens 1930.  Callulops kopsteini ingår i släktet Callulops och familjen Microhylidae. IUCN kategoriserar arten globalt som starkt hotad. Inga underarter finns listade.